# Список умерших в 546 году

## Дата смерти неизвестна или требует уточнения
- Вальтари, 9-й король лангобардов (около 540—546), последний представитель династии Летингов.
- Дивриг, валлийский святой.
- Иоанн, лидер восстания против Восточной Римской империи в Африке в 545—546 годах.
- Фульгенций Ферранд, канонист и богослов христианской Африканской церкви.